# Anarawd ap Rhodri

Mittelalterliche Königreiche in Wales.

Anarawd ap Rhodri (* ca. 857; † 916) war ein König des historischen keltischen Königreiches Gwynedd im Nordwesten von Wales, der dort als Nachfolger seines Vaters, Rhodris des Großen von 878 bis 916 regierte, sein Land erfolgreich gegen Dänen und Angelsachsen verteidigte und daher in den Annales Cambriae sogar als „König der Briten“ bezeichnet wurde. Er war der Stammvater der so genannten Aberffraw-Dynastie, des ältesten Zweiges der Nachkommen von Rhodri dem Großen.

## Herkunft

### Ursprung
Anarawd ap Rhodri stammt aus einer sehr alten keltischen Herrscherfamilie, die sich der Tradition nach bis auf den historisch nachweisbaren Caswallon (für die Römer: Cassivellaunus) zurückführen lässt, der um die Zeit zwischen 60 und 48 v. Chr. lebte und zur Zeit der römischen Invasion von Britannien im Jahr 54 v. Chr. dort als Hochkönig der Briten den Widerstand gegen den zweiten Britannienfeldzug von Julius Caesar leitete.
Dessen Nachkommen herrschten nach dem Abzug der römischen Legionen im Jahr 410 rund vierhundert Jahre über das Königreich Gwynedd.

### Nähere Vorfahren
Nähere direkte Vorfahren von Anarawd ap Rhodri in männlicher Linie waren u. a.:
- Coel Hen (Coel der Alte), der nach dem Abzug der Römer um 410–430 Herrscher im nördlichen Britannien war und sich gegen Vorstöße der Pikten und der Iren verteidigen musste.[2]
- Gwriad König der Isle of Man (cl. c. 800), an den das „Crux Guriad“ (Kreuz des Gwriad) in Maughold auf der Isle of Man (Insel Man) erinnert.[3] Er war mit Esyllt ferch Cynan (Esyllt, Tochter des Cynan) Prinzessin von Gwynedd, einer Tochter von Cynan Dindaethwy ap Rhodri, König von Gwynedd (798–816) verheiratet, woraus sich später der Anspruch seines Sohnes, Merfyn Frych ap Gwriad († 844), auf dieses Königreich stützte.[4]

### Eltern
Der Vater von Anarawd ap Rhodri war Rhodri der Große (walisisch Rhodri Mawr), auch Rhodri ap Merfyn Frych (Rhodri, Sohn des Merfyn des Sommersprossigen) genannt (* ca. 820; † 878). Dieser wurde 844 nach dem Tod seines Vaters König von Gwynedd (844 bis 878) durch den Tod seines mütterlichen Onkels 854 König von Powys (854 bis 878) und durch den Tod seines Schwagers 871 König von Seisyllwg (855 bis 878) und dadurch zum Herrscher eines Großteils von Wales. Dies und die erfolgreiche Abwehr von Angriffen der Angelsachsen und der Wikinger trugen ihm als erstem walisischen Herrscher den Ehrentitel „der Große“ ein.
Die Mutter von Anarawd ap Rhodri war Angharad ferch Meurig (* ca. 825 in Ceredigion Wales, eine Tochter des Königs Meurig ap Dyfnwallon König von Seisyllwg (cl. ca. 850)) und Schwester des Gwgon ap Meurig, des letzten Königs von Seisyllwg aus ihrem Haus, der 871 unter nicht ganz geklärten Umständen ertrank, wodurch das Königreich Seisyllwg an ihren Ehemann, Rhodri den Großen fiel.

Karte über den Herrschaftsbereich von Rhodri dem Großen
Gwynedd, Das Königreich Rhodris
Das Gebiet von Morgannwg

## Leben

### König von Gwynedd
Anarawd ap Rhodri wurde der Tradition nach um 857 in der alten (später völlig umgebauten) Burg Caernarfon (walisisch: Caer Seiont), Caernarvonshire in Nordwestwales als ältester Sohn seines Vaters geboren. Dieser hatte sich zum Herrscher des größten Teiles von Wales gemacht, nach seinem Tod wurde dieser große Herrschaftsbereich jedoch unter seinen Söhnen aufgeteilt, womit die Einheit von ganz Wales wieder in weite Ferne gerückt wurde.
Nach dem Tod von König Rhodri dem Großen im Jahre 878 folgte Anarawd als ältester Sohn als König von Gwynedd (878–916), während dessen jüngere Brüder Cadell ap Rhodri als König von Seisyllwg (878–909) und Merfyn ap Rhodri als König von Powys (878–900) auf ihren Vater folgten.
Gemeinsam waren die Brüder bemüht, ihren Herrschaftsbereich zulasten der verbleibenden kleineren walisischen Königreiche zu erweitern. So gelang es Cadell ap Rhodri das benachbarte, im südwestlichen Teil von Wales gelegene, Königreich Dyfed (heute etwa das „Preserved County“ Dyfed) zu erobern.

### Abwehr gegen Mercia
Seit Generationen wurden mit dem im Osten gelegenen benachbarten angelsächsischen Königreich Mercia militärische Konflikte ausgetragen, an die bis heute die beeindruckenden Überreste der grenznahen Befestigungsanlagen, wie der um 800 errichtete Offa’s Dyke erinnern, der von König Offa von Mercien entlang der Grenze zu den walisischen Königreichen von Gwynedd und Powys errichtet wurde. Nicht zuletzt hatte dieser Konflikt auch dem Vater von König Anarawd, Rhodri dem Großen, das Leben gekostet.
Die Beziehungen zu Mercia blieben auch weiterhin problematisch. König Æthelred von Mercia (883–911), hatte sich König Alfred von Wessex unterwerfen müssen, trug daher bloß noch den Titel „Ealdorman“, später Earl of Mercia. Dies hinderte ihn jedoch nicht daran, mehrere Militärexpeditionen nach Wales zu unternehmen. Bereits 881 unternahm er einen Vorstoß nach Gwynedd, der jedoch von Anarawd abgewehrt werden konnte, der Æthelred in einer blutigen Schlacht bei der Mündung des Flusses Conwy (walisisch Afon Conwy) in der Irischen See besiegte. Dieser Erfolg wurde in den walisischen Annalen als Gottes Vergeltung für die Tötung Rhodris gefeiert.

### Abwehr gegen die Dänen
Um sich gegen weitere Angriffe abzusichern, verbündete sich Anarawd um das Jahr 884 mit den Dänen, die kürzlich unter König Gothfrith (883–895) das Königreich Jórvík (Zentrum war die spätere Stadt York) gegründet hatten. Diese Allianz erwies sich jedoch als nicht sehr tragfähig, da kurz darauf die Dänen von Ostanglien aus im Jahr 894 Gwynedd überfielen, Anarawd sie nur mit großer Mühe zurückschlagen konnte und König Gothfrith I. schon am 24. August 895 verstarb.

### Bündnis mit König Alfred
König Anarawd wandte sich daher an König Alfred dem Großen, ab 871 König von Wessex, dann König der Angelsachsen (886–899), der nicht nur der Oberherr des bedrohlichen Königreiches Mercia, sondern auch der mächtigste angelsächsische König war, daher am ehesten auch den Dänen die Stirne bieten konnte. Er besuchte daher König Alfred an seinem Hof, der ihm freundlich seinen Schutz zusagte. Dies allerdings unter folgenden zwei Bedingungen: dass Anarawd, der der Keltischen Kirche angehörte, nochmals, nach römischen Ritus getauft würde (obwohl sich die „keltische“ Praxis nicht sehr wesentlich von der römischen unterschied) und dass er sich darüber hinaus der Oberherrschaft von König Alfred unterwürfe. Offensichtlich hatte König Anarawd keine Wahl, weshalb er diesen harten Bedingungen zustimmte. Dies war das erste Mal, dass ein walisischer König – die jahrhundertelang für ihre Unabhängigkeit und Souveränität gekämpft hatten – die Oberhoheit eines angelsächsischen Königs anerkannte. Ab diesem Zeitpunkt wurde daher erwartet, dass die Könige von Gwynedd den Königen von England die Huldigung leisten.

### Angriff auf walisische Nachbarn
Dieses Bündnis stärkte offensichtlich das militärische Selbstvertrauen von Anarawd, denn bald darauf sah er sich in der Lage, selbst offensiv zu werden. Bereits 895 unternahm er einen Vorstoß in das benachbarte walisische Königreich Seisyllwg in Südwales und plünderte dort die Provinzen Ceredigion und Ystrad Tywi.

### Letzte Erfolge und Tod
Im Jahre 902 kam es zu einem neuerlichen Angriff einer dänischen Flotte unter der Führung des Königs Ingimund von Dublin auf die Insel Anglesey (walisisch: Ynys Môn). Es gelang Anarawd auch diesmal diesen Angriff abzuwehren und die Dänen zum Abzug zu zwingen.
Einen Hinweis darüber, dass sein Einfluss in der Sicht der Nachwelt nicht auf sein eigenes kleines Königreich beschränkt war, und dieser zumindest in Wales als überregional angesehen wurde, findet sich in den Annales Cambriae, in denen er als „König der Briten“ bezeichnet wurde.
Anarawd starb im Jahre 916 und hinterließ seinem Sohn Idwal Foel (Idwal dem Kahlen) ein gefestigtes Königreich Gwynedd.

### Stammvater des Hauses Aberffraw

Wappen der Aberffraw-Dynastie

Anarawd ap Rhodri wurde zum Stammvater des Fürstenhauses, das als „House of Aberffraw“ bezeichnet wurde, wobei sich dieser Name von der historischen Hauptstadt seines Königreiches, Aberffraw auf der Insel Anglesey (an der Südwestküste der Insel, am Ufer des Flusses Afon Ffraw) ableitet. Aberffraw ist heute nur noch ein Dorf, wo aber immer noch rund 80 % der Bevölkerung Walisisch als Hauptsprache verwendet. Die Aberffraw-Dynastie regierte noch fast vierhundert Jahre über Gwynedd, das erst mit der Eroberung von Wales durch König Eduard I. unterging, der selbst 1283 den Titel Fürst von Wales annahm und das gesamte Fürstentum 1284 mit dem Statute of Rhuddlan dem Königreich England eingliederte.
Die alte Burg (Ilys) der Könige von Gwynedd wurde nach den Annalen von König Eduard I. von England in dessen Auftrag demoliert und als Baumaterial für die von ihm in der Nähe errichtete Festung zur Sicherung der Unterwerfung der Waliser, Beaumaris Castle, verwendet.

## Ehe und Nachkommen
Von der Gemahlin den Königs Anarawd von Gwynedd sind weder der Namen noch die Herkunft bekannt.
Kinder:
- Idwal Foel ap Anarawd (Idwal der Kahle, Sohn von Anarawd) König von Gwynedd (916–942)
- Elisedd ap Anarawd (* ca. 885; † 942)